# Ramsden Rock
Der Ramsden Rock (englisch; bulgarisch скала Рамсдън skala Ramsdan) ist ein in südost-nordwestlicher Ausrichtung 127 m langer und 46 m breiter Klippenfelsen vor der Nordküste der Livingston-Insel im Archipel der Südlichen Shetlandinseln. In der Barclay Bay liegt er 1 km nordwestlich des Siddins Point, 9 km ostnordöstlich des Avitohol Point und ebensoweit südwestlich von Desolation Island.
Bulgarische Wissenschaftler kartierten ihn 2009 und 2017. Die bulgarische Kommission für Antarktische Geographische Namen benannte ihn im April 2021 nach dem britischen Optiker und Instrumentenmacher Jesse Ramsden (1735–1800), der einen modernen Theodolit entwarf.